# AWAKE

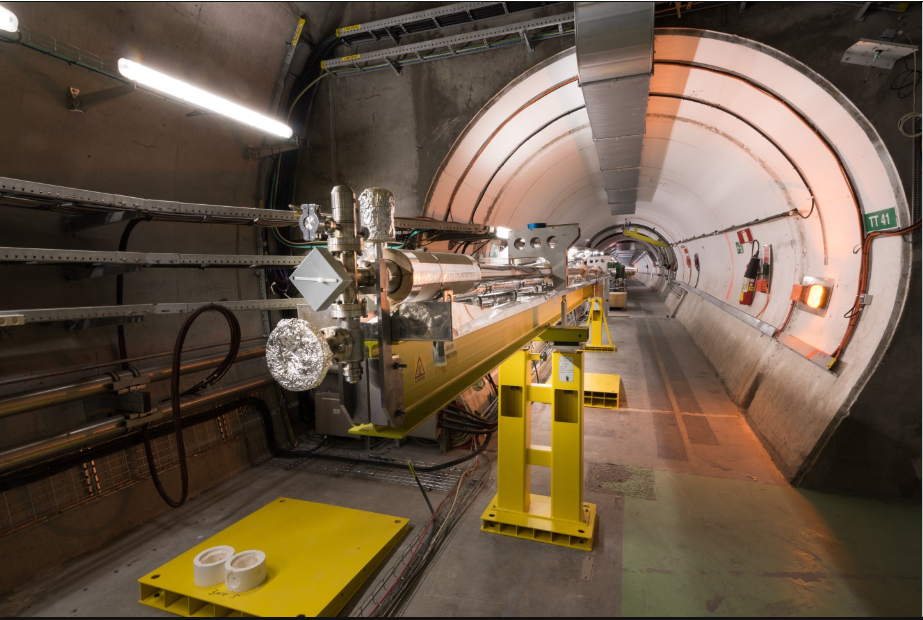
Плазменная ячейка AWAKE длиной 10 метров, разработанная Институтом физики Макса Планка

AWAKE (англ. Advanced WAKEfield Experiment) в ЦЕРНе — это эксперимент для подтверждения принципа плазменного ускорения электронов с использованием пучка протонов высокой энергии в качестве драйвера, создающего кильватерный след. Его цель — ускорить сгусток электронов (витнесс) с энергией от 15 до 20 МэВ до нескольких ГэВ на небольшом расстоянии (10 м) путём создания высокого темпа ускорения, до 1 ГэВ/м. Используемые в настоящее время ускорители частиц используют для ускорения стандартные или сверхпроводящие ВЧ-резонаторы, но они ограничены градиентом ускорения порядка 100 МэВ/м.

## Мотивация
Циклические ускорители неэффективны для транспортировки электронов с высокой энергией из-за больших потерь на синхротронное излучение. Линейные ускорители не имеют этой проблемы и поэтому лучше подходят для ускорения и транспортировки электронов при высоких энергиях.
Высокий градиент ускорения в установке AWAKE позволит создать новое поколение более коротких и менее дорогих ускорителей для получения частиц с высокой энергией, что представляет собой большой шаг в технологии ускорителей, особенно для линейных ускорителей электронов.

## Ускорение кильватерного поля плазмы, управляемое сгустком протонов

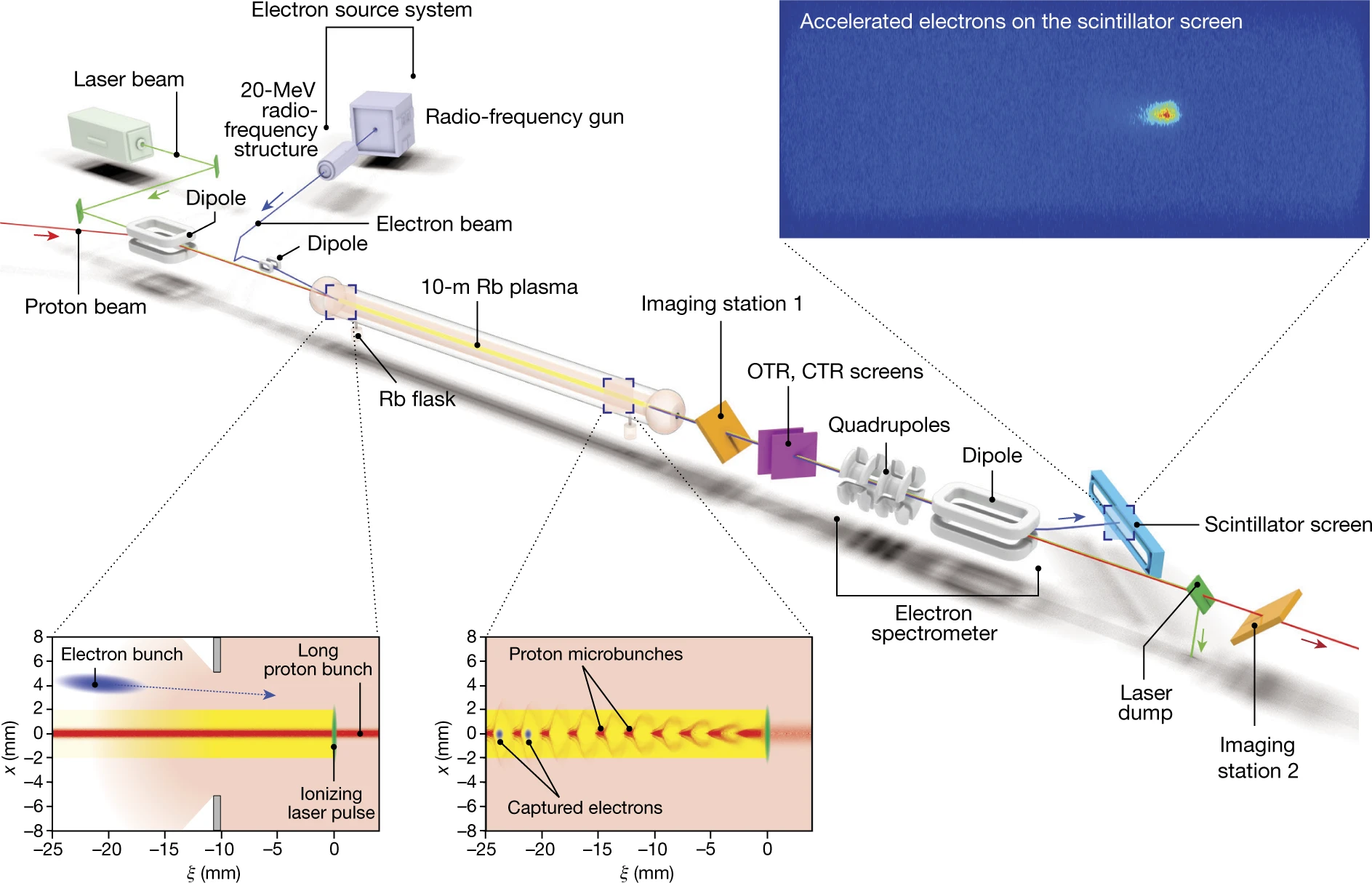
План экспериментальной уставовки AWAKE.

Плазма состоит из положительно заряженных ионов и отрицательно заряженных свободных электронов, оставаясь при этом макроскопически нейтральной. Если приложить сильное электрическое поле, ионы и электроны можно разделить в пространстве. При этом создаётся локальное электрическое поле, благодаря чему заряженная частица, попадающая в такую плазму ускоряется.
Когда драйвер, положительно заряженный сгусток протонов, проникает в плазму, он притягивает отрицательно заряженные электроны плазмы, они пролетают мимо пучка и начинают колебаться, создавая кильватерное поле. Взаимодействие кильватерного поля с инжектированной за протоном заряженной частицей можно интерпретировать так же, как взаимодействие сёрфера с волной. Последняя передаст свою энергию сёрферу, который таким образом ускорится. Электромагнитное поле в следе драйвера состоит из фаз замедления и ускорения, а также фаз фокусировки и дефокусировки. Таким образом, момент инжекции электронного сгустка в кильватерное поле имеет решающее значение, поскольку только часть (1/4) кильватерного поля одновременно фокусирует и ускоряет, что необходимо для захвата и ускорения электронов. AWAKE — это первый эксперимент с плазменным кильватерным полем, в котором в качестве драйвера используется пучок протонов. Протоны, как, например, протоны, из суперпротонного синхротрона в ЦЕРНе (SPS), несут большое количество энергии (~ 400 ГэВ). Следовательно, из-за истощения энергии они могут создавать кильватерные поля в плазме на гораздо большие расстояния, чем лазерный импульс или электронный сгусток используемый в качестве драйвера.
Плазму можно рассматривать как ансамбль осцилляторов, которые колеблются с плазменной частотой ωp2 =4nee2/εme, где ne — плотность электронов плазмы, me - масса электрона и e — элементарный заряд. Чтобы резонансно возбуждать эти осцилляции, драйвер должен содержать компоненту Фурье, близкую к плазменной частоте ωp. При этом длина ведомого сгустка (витнесс) должна быть близка к длине волны плазмы λ p (=2πc/ωp, где c — скорость света). Для плотности электронов в плазме, подобной AWAKE (ne ≈ 1•1015 см−3), что соответствует примерно λp ≈ 1 мм. Однако длина имеющихся в настоящее время сгустков протонов существенно превышает эту величину. Преимущество AWAKE формируется за счёт затравочной самомодуляции (SSM) сгустка протонов, движущегося через плазму, которая делит длинный сгусток протонов на короткие микросгустки с длиной волны плазмы, которые могут резонансно взаимодействовать с кильватерным полем.

## Установка AWAKE

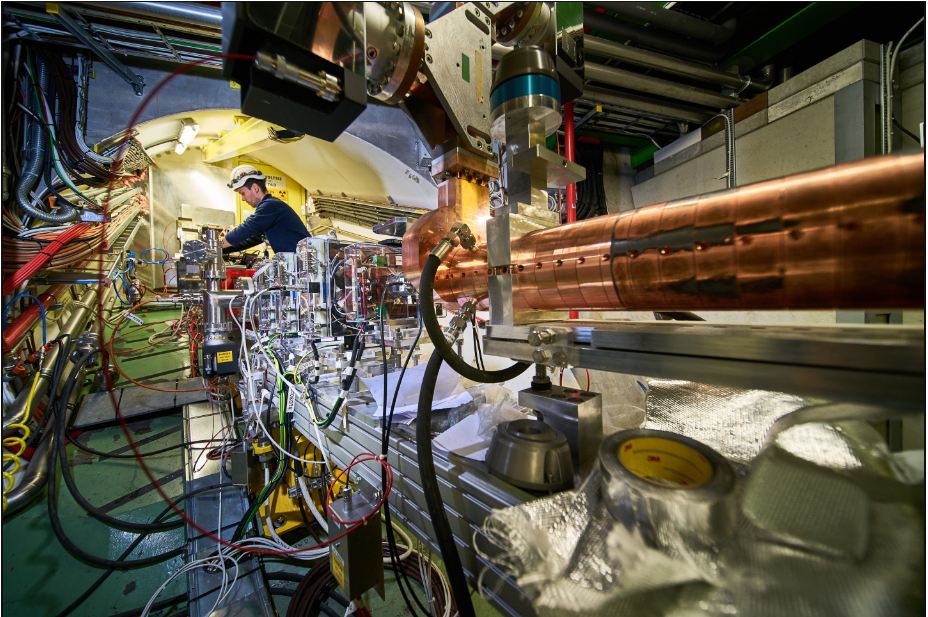
20 МэВ ускоряющая секция пучка электронов (справа) и канал транспортировки к секции плазменного ускорения.

Эксперимент AWAKE установлен в ЦЕРН, на территории бывшего объекта ЦЕРН «Нейтрино в Гран-Сассо» (CNGS). Это место было выбрано из-за его подземного расположения и специально спроектировано для использования пучков протонов высокой энергии без каких-либо значительных радиационных потерь.
Пучки протонов для AWAKE извлекаются из SPS CERN и транспортируются по лучу длиной около 800 метров к источнику пара AWAKE длиной 10 метров. Электронные витнесс-скустки инжектируются позади сгустка протонов. Для регистрации ускорения инжектированных электронов после пара устанавливается дипольный магнит, искривляющий их путь. Чем больше энергия электрона, тем меньше кривизна его траектории. Затем ускоренные электроны детектируются на сцинтилляционном экране.
Источник пара содержит пары рубидия (Rb), которые ионизируются титан-сапфировым лазером. Источник пара окружён масляной баней. Установив температуру масла, можно зафиксировать и поддерживать равномерную плотность паров Rb вдоль источника паров.
AWAKE использует лазерный импульс для ионизации паров Rb, который распространяеися коллинеарно с траекторией сгустка протонов. Острый край области взаимодействия пучка с плазмой вызывает самомодуляцию сгустка протонов, вызывая появления области плазмы длиной 10 м. Это также позволяет создать опорную фазу для начала кильватерного следа, которое необходимо для введения витнесса в нужной фазе для захвата и ускорения. Электроны получаются путём фотоэффекта, когда лазер светит на фотокатод радиочастотной пушки.

## График тестов

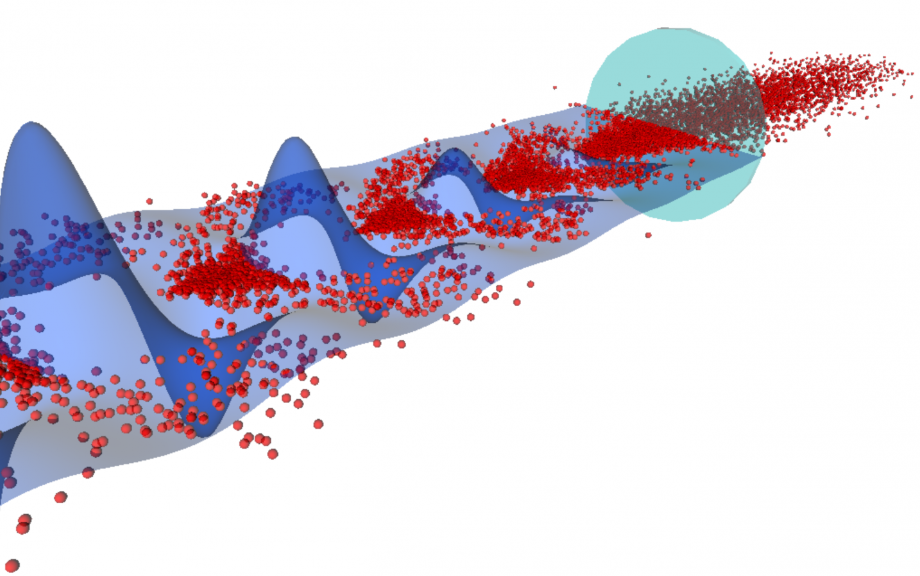
Протоны (красные точки), взаимодействующие с плазменным кильватерным полем (синие волны)

Первый запуск длился с 2016 по 2018 год. Источник пара длиной десять метров был установлен 11 февраля 2016 года, а первый пучок протонов был отправлен через линию луча и пустой источник пара 16 июня 2016 года. Первые данные о сгустке протонов внутри плазмы были получены в декабре 2016 года. 26 мая 2018 года программа AWAKE впервые ускорила электронный пучок. Пучок ускорялся с 19 МэВ до 2 ГэВ на расстоянии 10 м.
Второй запуск запланирован на 2021—2024 годы. Градиент ускорения увеличится, а эмиттанс, как ожидается, уменьшится. Планируется увеличить энергию электронов до 10 ГэВ. После этого этапа цель состоит в том, чтобы увеличить энергию как минимум до 50 ГэВ и обеспечить пучки для первых применений.